# Molly Parker
Molly Parker (Maple Ridge, 30 giugno 1972) è un'attrice canadese.

## Biografia
Nasce a Maple Ridge, nella Columbia Britannica, da genitori gestori di un negozio di frutti di mare. Lei e suo fratello Henry crescono in una comune di Pitt Meadows che lei stessa definisce una "fattoria hippie" ed inizia a recitare dopo 13 anni alla scuola di danza. Dopo il diploma studia al Vancouver 's Gastown Actors' Studio. Esordisce all'inizio degli anni novanta. Nel 1994 è candidata ai Premi Gemini per la sua interpretazione nel film televisivo Paris or Somewhere. Con il suo primo importante ruolo da protagonista, nel controverso Kissed (1996) di Lynne Stopkewich, vince il Premio Genie, il maggior riconoscimento cinematografico canadese.
Tra le sue prove successive si possono citare Wonderland (1999) di Michael Winterbottom, I cinque sensi (The Five Senses) (1999) di Jeremy Podeswa e Suspicious River (2000) di nuovo di Lynne Stopkewich. Nel 2001 interpreta il ruolo di una lap-dancer nel film di Wayne Wang The Center of the World, conquistando una candidatura agli Independent Spirit Awards 2002. Nel 2005 fa parte del corale 9 vite da donna (Nine Lives) di Rodrigo García, il cui intero cast femminile viene premiato al Festival di Locarno.
In televisione, è tra i protagonisti della serie western della HBO Deadwood (tre stagioni, dal 2004 al 2006) e di Swingtown (2008), serie cancellata dopo una sola stagione. Nel 2012 entra a far parte del cast principale della serie televisiva Il socio, in cui interpreta il ruolo di Abby McDeere, moglie del protagonista. Nel 2014 interpreta la deputata Jackie Sharp nella serie netflix House Of Cards per tre stagioni in cui ottiene una nomination agli Emmys come miglior guest in una serie televisiva drammatica. Dal 2018 ha un ruolo da protagonista nella serie netflix Lost In Space remake dell'omonimo show. Nel 2019 riprende il ruolo di Alma Garrett nel film della HBO della serie Deadwood che ottiene la nomination agli Emmys come miglior film tv.

## Filmografia

### Cinema
- Il ragazzo pon pon (Anything for Love), regia di Michael Keusch (1993)
- Wings of Courage, regia di Jean-Jacques Annaud (1995) (non accreditata)
- L'ultimo cacciatore (Last of the Dogmen), regia di Tab Murphy (1995)
- Hard Core Logo, regia di Bruce McDonald (1996) (non accreditata)
- Kissed, regia di Lynne Stopkewich (1996)
- Good Things Too, regia di Liz Scully (1996)
- Al di là del desiderio (Bliss), regia di Lance Young (1997)
- Under Heaven, regia di Meg Richman (1998)
- Wonderland, regia di Michael Winterbottom (1999)
- I cinque sensi (The Five Senses), regia di Jeremy Podeswa (1999)
- Sunshine (A napfény íze), regia di István Szabó (1999)
- The Intruder, regia di David Bailey (1999)
- Ladies Room - Intimi segreti (Ladies Room), regia di Gabriella Cristiani (2000)
- Waking the Dead, regia di Keith Gordon (2000)
- Suspicious River, regia di Lynne Stopkewich (2000)
- The War Bride, regia di Lyndon Chubbuck (2001)
- The Center of the World, regia di Wayne Wang (2001)
- Last Wedding, regia di Bruce Sweeney (2001)
- Due cuori e una cucina (Rare Birds), regia di Sturla Gunnarsson (2001)
- Men with Brooms, regia di Paul Gross (2002)
- Looking for Leonard, regia di Matt Bissonnette e Steven Clark (2002)
- Marion Bridge, regia di Wiebke von Carolsfeld (2002)
- Max, regia di Menno Meyjes (2002)
- Pure, regia di Gillies MacKinnon (2002)
- The Confessor - La verità proibita (The Good Shepherd), regia di Lewin Webb (2004)
- 9 vite da donna (Nine Lives), regia di Rodrigo García (2005)
- Break a Leg, regia di Monika Mitchell (2005)
- Il prescelto (The Wicker Man), regia di Neil LaBute (2006)
- Hollywoodland, regia di Allen Coulter (2006)
- Who Loves the Sun, regia di Matt Bissonnette (2006)
- The Road, regia di John Hillcoat (2009)
- That's What I Am, regia di Mike Pavone (2011)
- The Playroom, regia di Julia Dyer (2012)
- 100 Volte Natale, regia di Nisha ganatra(2013)
- The 9th Life of Louis Drax, regia di Alexandre Aja (2016)
- American Pastoral, regia di Ewan McGregor (2016)
- Small Crimes, regia di E. L. Katz (2017)
- 1922, regia di Zak Hilditch (2017)
- Pieces of a Woman, regia di Kornél Mundruczó (2020)
- Quello che tu non vedi (Words on Bathroom Walls), regia di Thor Freudenthal (2020)
- Peter Pan & Wendy, regia di David Lowery (2023)

### Televisione
- Mio figlio è un assassino (My Son Johnny) – film TV (1991)
- Nightmare Cafe – serie TV, episodio 1x03 (1992)
- Profumo di morte (The Substitute) – film TV (1993)
- One More Mountain – film TV (1994)
- Paris or Somewhere – film TV (1994)
- Neon Rider – serie TV, episodi 2x14-3x10-5x03 (1991-1994)
- Marshal (The Marshal) – serie TV, episodio 1x01 (1995)
- Costretta al silenzio (Serving in Silence: The Margarethe Cammermeyer Story) – film TV (1995)
- Volo 174: caduta libera (Falling from the Sky: Flight 174) – film TV (1995)
- Uno squarcio nel cielo (The Ranger, the Cook and a Hole in the Sky) – film TV (1995)
- Oltre i limiti (The Outer Limits) – serie TV, episodio 1x20 (1995)
- La scuola del silenzio (Deceived by Trust: A Moment of Truth Movie) – film TV (1995)
- Highlander – serie TV, episodio 4x09 (1995)
- Buon Natale, Ebbie (Ebbie) – film TV (1995)
- Little Criminals – film TV (1995)
- Sentinel (The Sentinel) – serie TV, episodio 1x01 (1996)
- Poltergeist (Poltergeist: The Legacy) – serie TV, episodio 1x10 (1996)
- Titanic – miniserie TV (1996)
- Virus assassino (Contagious) – film TV (1997)
- Intensity – film TV (1997)
- Twitch City – serie TV, 13 episodi (1998-2000)
- Six Feet Under – serie TV, episodi 2x07-2x11 (2002)
- Angeli d'acciaio (Iron Jawed Angels) – film TV (2004)
- Deadwood – serie TV, 36 episodi (2004-2006)
- Odd Job Jack – serie TV animata, episodio 3x02 (2006) (voce)
- Swingtown – serie TV, 13 episodi (2008)
- Boardwalk Empire - L'impero del crimine (Boardwalk Empire) – serie TV, episodio 1x01 (2010)
- Human Target – serie TV, episodio 2x02 (2010)
- Shattered – serie TV, 6 episodi (2010)
- In fuga per mia figlia (Gone) - film TV, regia di Grant Harvey (2011)
- Dexter – serie TV, 4 episodi (2011)
- Hemingway & Gellhorn – film TV (2012)
- Il socio (The Firm) – serie TV, 22 episodi (2012)
- Motive – serie TV, episodio 1x05 (2013)
- Heritage Minutes – serie TV, episodio 6x06 (2015) (voce)
- House of Cards – serie TV, 25 episodi (2014-2016)
- Golia – serie TV, 8 episodi (2016)
- Lost in Space – serie TV (2018-2021)
- Deadwood - Il film (Deadwood: The Movie), regia di Daniel Minahan – film TV (2019)
- Doc – serie TV (2025-)

### Cortometraggi
- Hate Mail, regia di Mark Sawers (1992)
- The Chain, regia di Blake Corbet (1996)
- From Morning On I Waited Yesterday, regia di Wiebke von Carolsfeld (1998)

## Doppiatrici italiane
Nelle versioni in italiano delle opere in cui ha recitato, Molly Parker è stata doppiata da:
- Francesca Fiorentini in House of Cards - Gli intrighi del potere, American Pastoral, 1922
- Chiara Colizzi in The Center of the World, Motive
- Claudia Catani in Due cuori e una cucina, 100 volte Natale
- Alessandra Cassioli in Deadwood, Shattered
- Tiziana Avarista ne Il socio, Pieces of a Woman
- Barbara De Bortoli ne In fuga per mia figlia, Peter Pan & Wendy (dialoghi), Doc
- Beatrice Margiotti ne Il ragazzo pon pon
- Roberta Pellini in Angeli d'acciaio
- Alessandra Korompay in 9 vite da donna
- Francesca Guadagno ne Il prescelto
- Franca D'Amato in Hollywoodland
- Laura Boccanera in The Road
- Federica De Bortoli in Hemingway & Gellhorn
- Rosalba Caramoni in Golia
- Eleonora De Angelis in Lost in Space
- Roberta Frighi in Peter Pan & Wendy (canto)